# Лучко, Аким Степанович
Аким Степанович Лучко — советский хозяйственный, государственный и политический деятель, Герой Социалистического Труда.

## Биография
Родился в 1912 году в селе Ольховчик. Член КПСС.
С 1932 года — на хозяйственной, общественной и политической работе. В 1932—1980 гг. — чернорабочий, оперуполномоченный, начальник отделения НКВД в Пинске, участник Великой Отечественной войны, начальник особого отдела НКВД 298-й стрелковой дивизии, начальник отделения контрразведки СМЕРШ 80-й гвардейской стрелковой дивизии, в охране общественного порядка в Белорусской ССР, выпускник Московской юридической школы, заместитель председателя Мстиславльского райисполкома, председатель колхоза имени В. И. Чапаева Мстиславльского района Могилевской области Белорусской ССР.
Указом Президиума Верховного Совета СССР от 12 декабря 1973 года присвоено звание Героя Социалистического Труда с вручением ордена Ленина и золотой медали «Серп и Молот».
Умер 3 января 2005 года.